# Cannula (chimica)

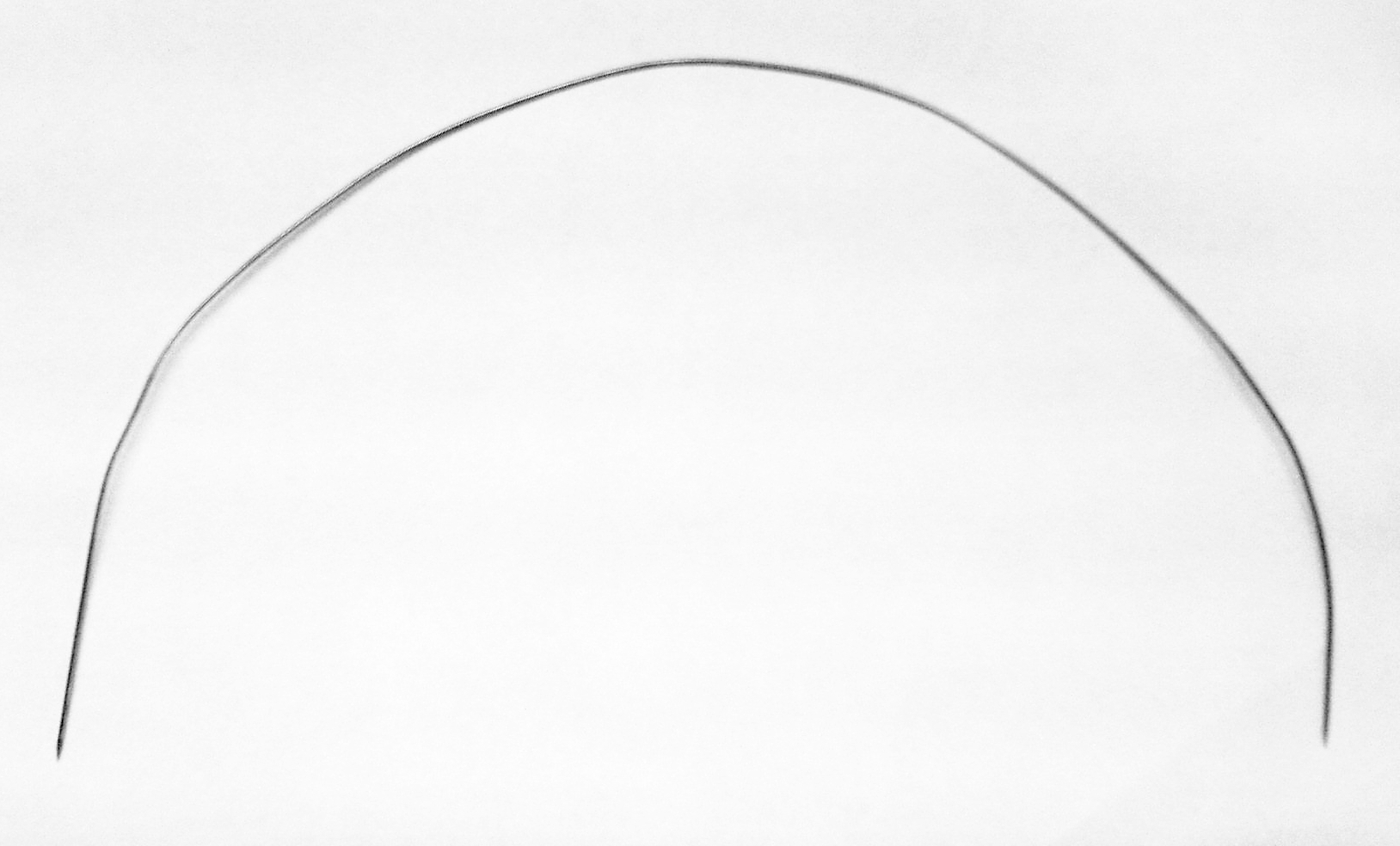
Cannula in acciaio inossidabile.

Nel laboratorio chimico la cannula è un tubo flessibile usato per trasferire campioni liquidi tra due recipienti di reazione, evitando il contatto con l'aria.
Esistono cannule di diversa lunghezza e diametro. Sono comunemente fatte di acciaio inossidabile o PTFE per garantire una buona resistenza chimica. Le cannule di acciaio inossidabile sono lunghe 60−100 cm, dato che sono poco flessibili, mentre quelle di PTFE possono essere molto più corte. Le due estremità sono appuntite per poter penetrare attraverso setti di gomma. La cannula è chiamata anche ago a doppia punta.

## Uso
La cannula può essere usata in diverse configurazioni, ma in ogni caso per spostare il liquido si sfrutta la differenza di pressione esistente tra i due recipienti. Nel caso di fluidi dotati di elevata viscosità il trasferimento è più lento.
Supponendo di avere due palloni Schlenk sotto gas inerte, un esempio di procedura è la seguente:

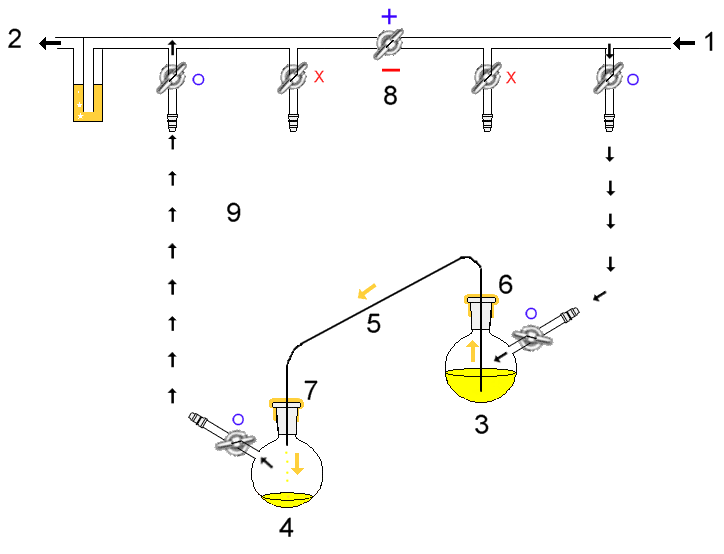
Semplice schema di trasferimento di liquidi usando una cannula

- alimentare con gas inerte il pallone 3 contenente il liquido da trasferire;
- inserire la cannula attraverso il setto di gomma 6 senza immergerla nel liquido. In questo modo il gas inerte esce attraverso la cannula eliminando l'aria ivi contenuta. Il funzionamento può essere verificato immergendo l'estremità libera della cannula in un beaker contenente un po' di solvente;
- inserire l'estremità libera della cannula nel pallone ricevente 4 attraverso il setto 7. L'uscita del pallone 4 è collegata al gorgogliatore 2 che permette di verificare il flusso di gas;
- immergere la cannula nel liquido del pallone 3. Il trasferimento del liquido può essere aiutato aumentando leggermente la pressione del gas nel pallone 3, o riducendo la pressione nel pallone 4;
- una volta trasferita la quantità di liquido voluta, sollevare la cannula dal liquido del pallone 3;
- sfilare la cannula dal pallone 4;
- sfilare la cannula dal pallone 3.

## Pulizia
La cannula deve essere pulita immediatamente dopo l'uso, per evitare problemi di corrosione o di incrostazioni all'interno. Per la pulizia, si sciacqua la cannula con un opportuno solvente (ad esempio acetone) e quindi si asciuga facendo passare azoto o mettendola in stufa.

## Galleria d'immagini

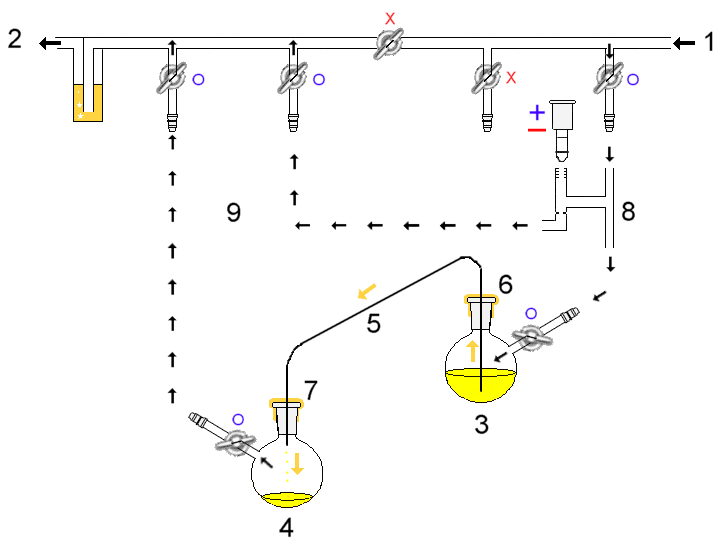
Cannula intra-bleed valve
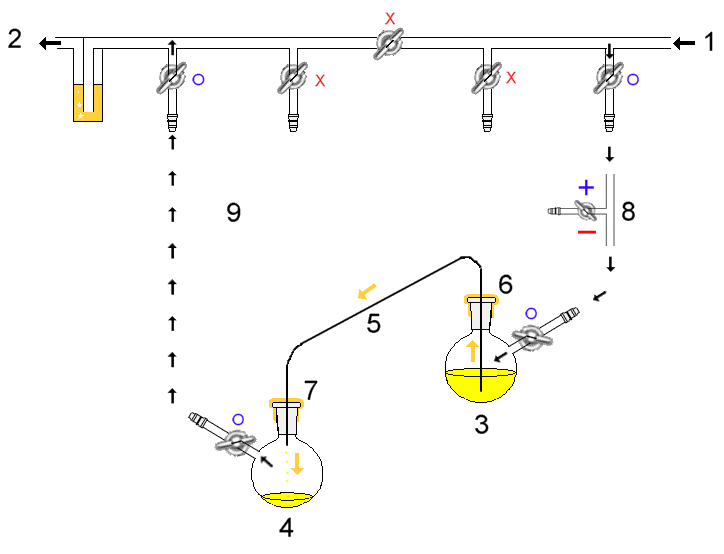
Cannula extra-bleed valve
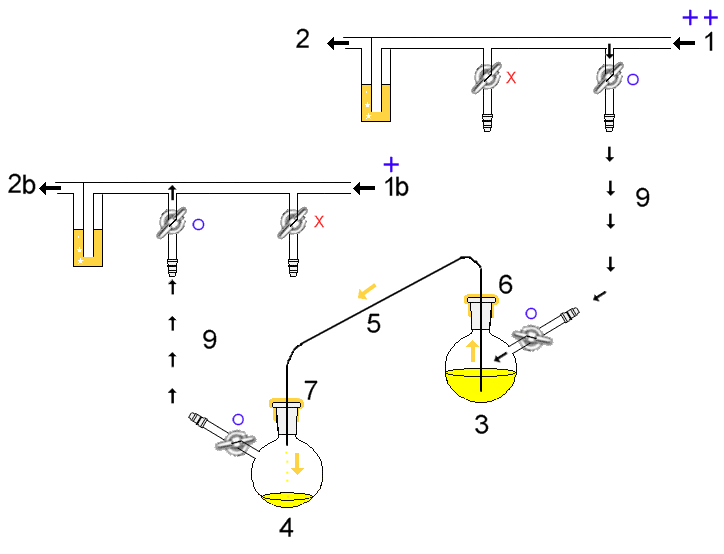
Cannula two manifold system
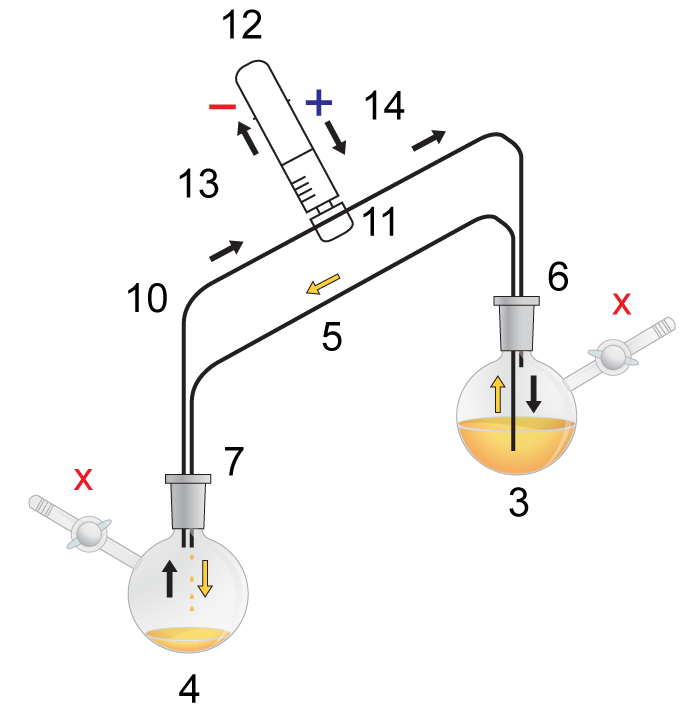
Cannula syringe valve